# Budzów (Powiat Suski)

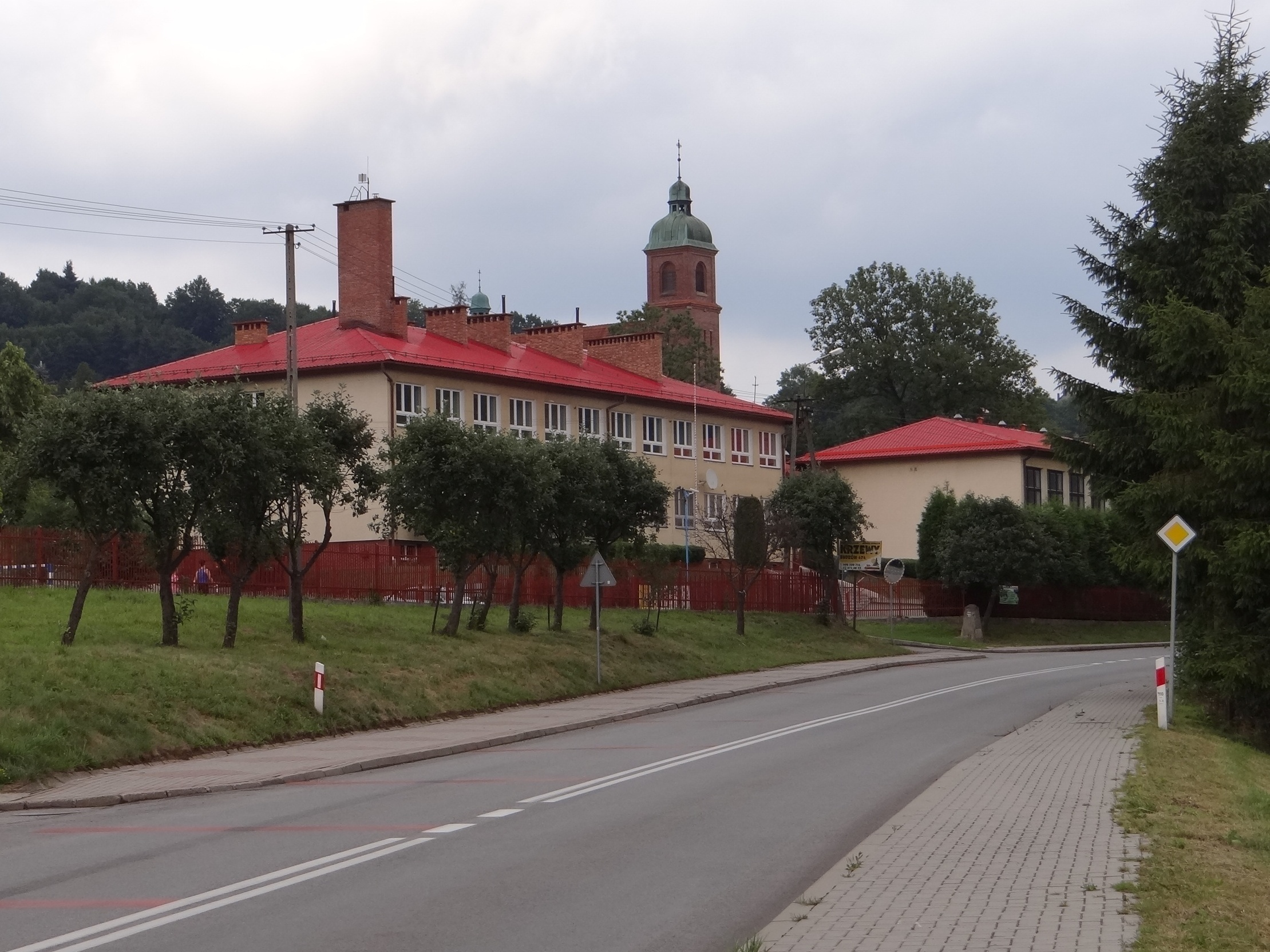
Kirche und Schule im Ort

Budzów ist ein Dorf im Powiat Suski der Woiwodschaft Kleinpolen in Polen. Es ist Sitz der gleichnamigen Landgemeinde mit etwas mehr als 8900 Einwohnern.

## Geographie
Der Ort liegt am Bach Paleczka in den Beskid Makowski (Makower oder Mittelbeskiden).

## Geschichte
Der Ort wurde im Jahr 1369 als Budzowa erstmals urkundlich erwähnt, als er das deutsche Recht erhielt. Er gehörte zur Starostei Lanckorona. Im späten 15. Jahrhundert kamen in der Umgebung walachische Siedler an.
Bei der Ersten Teilung Polens wurde das Dorf 1772 Teil des habsburgischen Galiziens.
Eine römisch-katholische Pfarrei wurde im Jahr 1852 errichtet. Die erste Holzkirche aus dem Jahr 1864 brannte 1912 nieder.
1918, nach dem Ende des Ersten Weltkriegs und dem Zusammenbruch Österreich-Ungarns, wurde Budzów, mit Ausnahme der Zeit der Besetzung Polens durch die Wehrmacht im Zweiten Weltkrieg, Teil Polens.
Von 1975 bis 1998 gehörte Budzów zur Woiwodschaft Bielsko-Biała.

## Gemeinde
Zur Landgemeinde (gmina wiejska) Budzów gehören sechs Dörfer mit einem Schulzenamt.

## Sehenswürdigkeiten
- Kirche, erbaut 1912–1914